# Hypophorella expansa
Hypophorella expansa is een mosdiertjessoort uit de familie van de Hypophorellidae. De wetenschappelijke naam van de soort is voor het eerst geldig gepubliceerd in 1876 door Ehlers.